# Třída Oste (typ 423)
Třída Oste (typ 423) je třída průzkumných a zpravodajských (SIGINT/ELINT) lodí německého námořnictva. Plavidla byla navržena pro sběr dat o válečných lodích sovětského námořnictva. Celkem byly postaveny tři jednotky této třídy, které ve službě nahradily plavidla stejnojmenné třídy (typ 422).

## Stavba
Celkem byly loděnicí Flensburger Schiffbau-Gesellschaft ve Flensburgu postaveny tři jednotky této třídy. Do služby byly přijaty v letech 1988-1989
Jednotky třídy Oste:
| Jméno        | Spuštěna | Vstup do služby | Status  |
| ------------ | -------- | --------------- | ------- |
| Oste (A52)   |          | 1988            | aktivní |
| Oker (A53)   |          | 1989            | aktivní |
| Alster (A50) | 1987     | 1989            | aktivní |

## Konstrukce

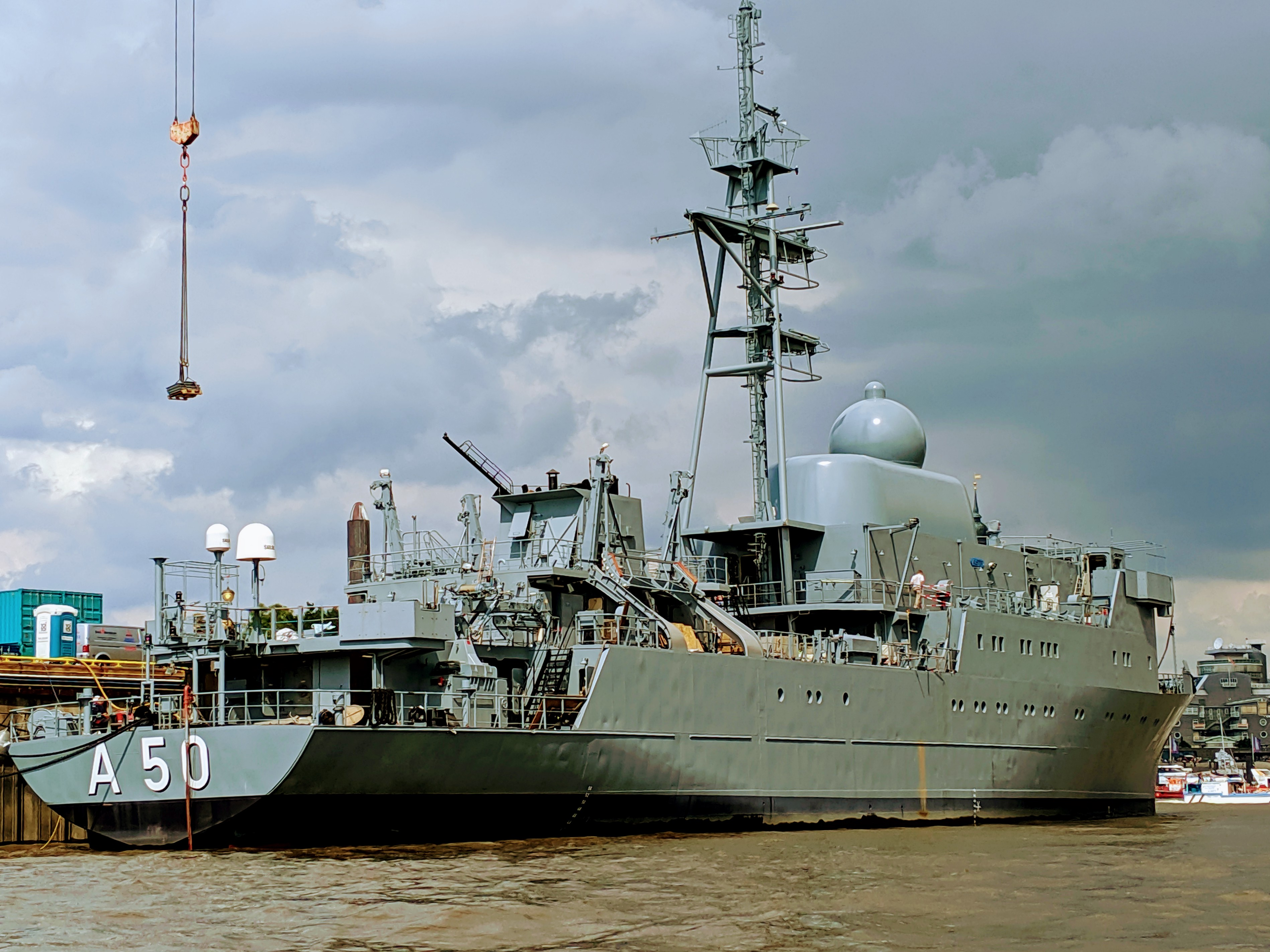
Alster (A50)

Posádku tvoří 36 námořníků a 40 operátorů zpravodajského vybavení. Pohonný systém tvoří dva diesely Humboldt-Deutz, každý o výkonu 4400 hp, pohánějící dva lodní šrouby. Nejvyšší rychlost dosahuje 20 uzlů. Dosah činí 5000 námořních mil.